# 18. Zusatzartikel zur Verfassung der Vereinigten Staaten

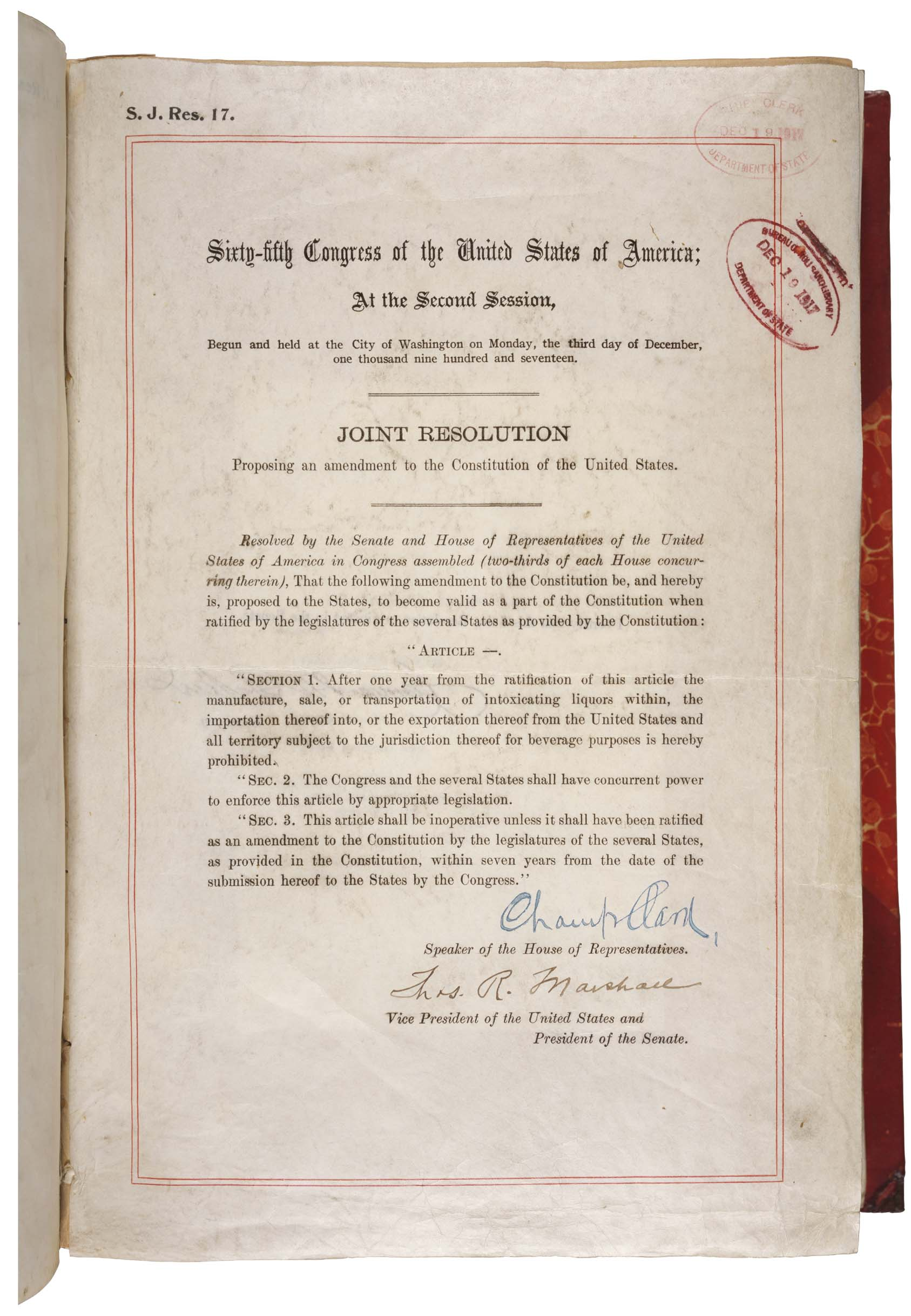
Der 18. Zusatz zur Verfassung der Vereinigten Staaten von Amerika

Der 18. Zusatzartikel zur Verfassung der Vereinigten Staaten von Amerika (Eighteenth Amendment to the United States Constitution) diente der Einführung der Alkoholprohibition. Er wurde am 18. Dezember 1917 vom Kongress der Vereinigten Staaten verabschiedet und bis zum 16. Januar 1919 von drei Vierteln aller Bundesstaaten ratifiziert. Er trat am 16. Januar 1920 in Kraft. 1933 wurde er durch den 21. Zusatzartikel außer Kraft gesetzt.
Der Verfassungszusatz war der erste, der ein Ablaufdatum enthielt, bis zu dem die erforderliche Mehrheit an Staaten ratifiziert haben mussten. Mississippi ratifizierte den Verfassungszusatz am 7. Januar 1918 als erster Staat, New Jersey am 9. März 1922 als 47. der damals 48 Bundesstaaten; nur Rhode Island stimmte gegen die Annahme. Der Verfassungszusatz verbot zwar nicht den Genuss alkoholischer Getränke, erschwerte diesen aber, da Herstellung, Import und Verkauf verboten wurden.

## Text

### Abschnitt 1
“After one year from the ratification of this article the manufacture, sale, or transportation of intoxicating liquors within, the importation thereof into, or the exportation thereof from the United States and all territory subject to the jurisdiction thereof for beverage purposes is hereby prohibited.”

„Nach Ablauf eines Jahres nach Ratifizierung dieses Zusatzartikels sind die Herstellung, der Verkauf und der Transport von berauschenden Flüssigkeiten innerhalb sowie die Einfuhr derselben in und die Ausfuhr derselben aus den Vereinigten Staaten von Amerika und allen Gebieten, in denen deren Rechtsprechung gilt, sofern diese zum Verzehr als Getränk bestimmt sind, verboten.“

### Abschnitt 2
“The Congress and the several States shall have concurrent power to enforce this article by appropriate legislation.”

„Der Kongress und die einzelnen Bundesstaaten erhalten fortdauernde Ermächtigungen, um diesen Beschluss mittels angemessener Gesetzgebung durchzusetzen.“

### Abschnitt 3
“This article shall be inoperative unless it shall have been ratified as an amendment to the Constitution by the legislatures of the several States, as provided in the Constitution, within seven years from the date of the submission hereof to the States by the Congress.”

„Dieser Verfassungszusatz ist unwirksam, wenn er nicht innerhalb von sieben Jahren von den Bundesstaaten in einem verfassungsgemäßen Verfahren als Ergänzung zur Verfassung anerkannt wird. Die Frist von sieben Jahren beginnt mit dem Datum der Bekanntgabe des Textes an die Bundesstaaten durch den Kongress.“

## Hintergrund
Die Prohibition war das Ergebnis jahrzehntelanger Bemühungen der Abstinenzbewegung und gehört zu den sog. „progressive amendments“ (progressiven Zusatzartikeln). Die Kampagne zum Alkoholverbot wurde v. a. durch die Anti-Saloon-League organisiert und durchgeführt. Sie hielten Reden, schalteten Anzeigen, hielten öffentliche Demonstrationen ab und behaupteten, dass ein Verbot von Alkohol Armut und soziale Probleme wie unmoralisches Verhalten und Gewalt beseitigen würde. Viele bundesstaatliche Gesetzgeber hatten bereits vor der Ratifizierung des 18. Zusatzartikels ein Verbot erlassen, beginnend 1851 in Maine. Bis 1916 waren bereits in 23 der (damals) 48 Bundesstaaten Gesetze gegen Saloons erlassen worden, manche Bundesstaaten hatten sogar die Herstellung von Alkohol verboten.